# Jubokko
Jubokko (樹木子?  "Árbol Infante") es un yōkai con forma de árbol en el folclore de Japón. Es mencionado en varios libros relativos al tema de yōkai, incluyendo trabajos de Shigeru Mizuki.

## Mito
De acuerdo al folclor, el jubokko aparece en lugares que fueron campos de batallas que dejaron una cantidad de muertos particularmente alta. Su apariencia no difiere mucho de un árbol ordinario, pero se convierte en un árbol yōkai tras haber absorbido grandes cantidades de sangre humana de los muertos en batalla, por lo que posteriormente el jubokko sobrevive alimentándose de esta.
También de acuerdo al folclor, si una persona pasa cerca de un jubokko, este le atraparía y sus ramas cambiarían de forma para simular tubos, por medio de los cuales absorbería la sangre de la víctima. Un jubokko que se haya alimentado de una persona en esta forma conservaría una apariencia fresca.
Otros detalles míticos incluyen que cuando un jubokko es cortado, gotearía sangre, y que una rama de judokko puede ayudar a curar o descontaminar a una persona.

## Origen
Académicos del folclor japonés como Kunio Yanagita e Iwao Hino, concluyeron en trabajos escritos que no existía registro de algún yōkai que pudiera haber servido de origen para la idea del jubokko.
Un grupo de expertos conocido como Conferencia Académica To と学会 (to gakkai?) y encabezados por los académicos Natsuhiko Kyogoku y Tada Natsumi, así como los escritores Murakami Kenji y Yamamoto Hiroshi, concluyeron que, ya que no existe o se conoce una posible fuente para el mito de este yōkai, o de la cual pudo haber evolucionado el mito en su forma actual; se puede especular que el jubokko es en verdad una criatura ficticia enteramente creada por Shigeru Mizuki.
Por su parte, en algún momento Mizuki llegó a declarar que cerca de 30 yōkais que aparecen descritos en su manga GeGeGe no Kitaro y otros de sus trabajos, habían sido inventados por él, pero no especificó cuales de las criaturas eran de su autoría y cuales no.